# Escuela de Ingeniería de Igualada
La Escuela de Ingeniería de Igualada (en catalán Escola d'Enginyeria d'Igualada (EEI)) fue un centro universitario público adscrito a la Universidad Politécnica de Cataluña con sede en Igualada, provincia de Barcelona (España). Dejó de existir el 31 de agosto de 2018. Sus instalaciones forman parte del actual Campus Unversitario Igualada-UdL, uno de los cinco campus universitarios que la Universidad de Lérida tiene en el territorio (cuatro en Lérida y uno en Igualada). 

## Historia
La escuela fue fundada el año 1958 con el nombre de Escuela Sindical Superior de Tenería, con el objetivo de dar servicio a las múltiples empresas de tenería de la ciudad.
La Escuela de Tenería, única en España y Latinoamérica, fue una iniciativa de los industriales igualadinos que invirtieron unos 15 años, desde 1942 hasta 1958 en su tramitación.
El Ayuntamiento de Igualada cedió en 1949 un céntrico solar, en la plaza del Rey, donde entre 1950 y 1953 se construyó el edificio de 3.200 metros cuadrados en cuatro plantas. En el sótano se instaló la planta piloto de fabricación en fase húmeda, en la planta baja se instaló el taller de acabados de cuero, en la planta primera se instalaron las aulas y en la planta segunda los laboratorios de física, química, control de análisis químicos e investigación.
El año 1970 el Ministerio de Educación implantó las enseñanzas de Ingeniería Técnica Industrial en Química Industrial. En 1979 se adscribió a la Universidad Politécnica de Cataluña.
El año 2010 se acordó la firma de un convenio para el traslado de la Escuela de Ingeniería de Igualada desde su ubicación de la plaza del Rey hacia un nuevo emplazamiento situado en el Pla de la Massa, en terrenos del Ayuntamiento de Igualada cedidos a la Generalidad de Cataluña. El nuevo emplazamiento aprovechó una parte de las instalaciones de la Associació d’Investigació de les Indústries del Curtit i Annexes (AIICA). Los trabajos de construcción del nuevo edificio se iniciaron en octubre de 2013, con un coste de 5 millones de euros, financiados a partes iguales entre el Ayuntamiento de Igualada y la Generalidad. Después de 10 meses de obras, el edificio fue inaugurado el 18 de septiembre de 2014 con la presencia de Andreu Mas-Colell, Consejero de Economía y Conocimiento de la Generalidad de Cataluña, Antoni Castellà, Secretario de Universidades e Investigación de la Generalidad de Cataluña, Diana Cayuela, delegada de la Universidad Politécnica de Cataluña, Lluís Jofre, presidente del Consorci Escola Tècnica d’Igualada (CETI) y director general de Universidades de la Generalidad de Cataluña, y Marc Castells, alcalde de Igualada. 

El nuevo edificio fue el primer paso para establecer un campus universitario en la ciudad, primero, bajo la dirección de Consorci Escola Tècnica d’Igualada y, a partir del 1 de septiembre de 2018, como un campus más de la Universidad de Lérida, con titulaciones propias de diferentes ámbitos de conocimiento. 

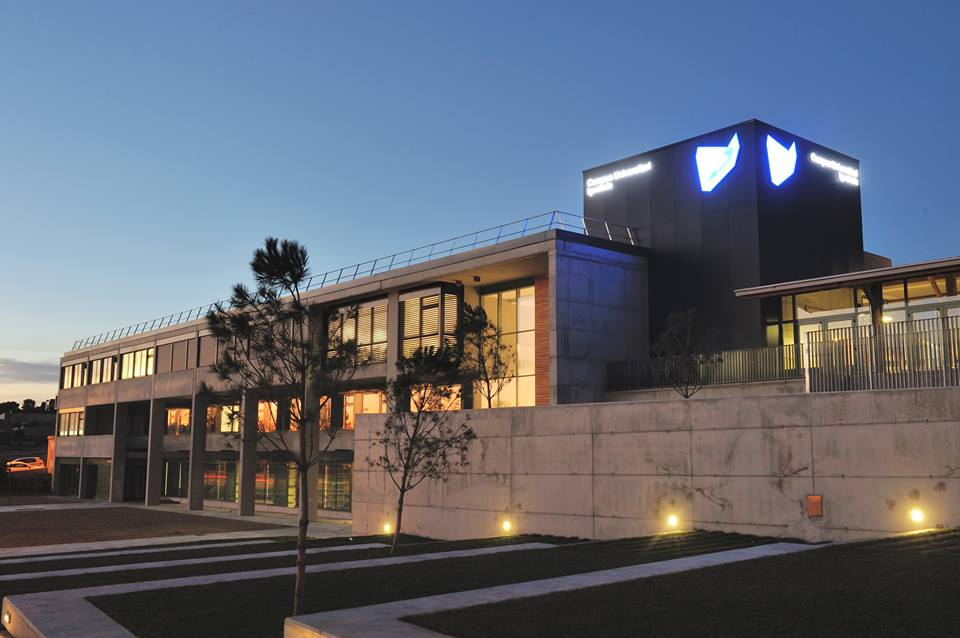
Campus Igualada-UdL

## Estudios ofrecidos
Titulaciones de la Universidad Politécnica de Cataluña impartidas en la Escuela de Ingeniería de Igualada hasta el día 31 de agosto de 2018:
- Grado en Ingeniería en Organización Industrial
- Grado en Ingeniería Química
- Master en Ingeniería del Cuero